# Kenney Jones
Kenny Jones, ursprungligen Kenneth Thomas Jones, född 16 september 1948 i London, England, är en brittisk trumslagare.

## Karriär
Small Faces och Faces
Efter att ha tidigare varit med i ett band med Ronnie Lane var Jones en av grundarna av den engelska rockgruppen Small Faces. Small Faces, som var aktiv från 1965 till 1969, var en del av Mod-revolutionen på 1960-talet. Deras hits inkluderade "All or Nothing", "Sha-La-La-La-Lee", "Itchycoo Park" och "Tin Soldier".
Efter att sångaren och gitarristen Steve Marriott slutade i Small Faces 1969, rekryterade gruppen sångaren Rod Stewart och gitarristen Ronnie Wood för att ersätta Marriott. Båda var tidigare från The Jeff Beck Group. Bandet bytte namn till Faces. Jones stannade kvar med bandet till dess upplösning i slutet av 1975, och spelade in fyra studioalbum och ett livealbum med dem. Small Faces återförenades 1975 och spelade in två studioalbum där Jones deltog, innan bandet åter splittrades 1978.
The Who
I november 1978 ersatte Jones Keith Moon i The Who, och stannade där till 1983 då bandet officiellt upplöstes. Jones deltog dock då The Who tillfälligt återförenades i samband med Live Aid 1985. Senare spelade Jones med bandet i samband med att The Who tilldelades en utmärkelse 1988.
Kenney Jones återförenades med The Who den 14 juni 2014 på förmånskonserten "Rock n Horsepower" som hölls på Hurtwood Polo Club. Bandet uppträdde på ett evenemang som arrangerades av Jones för att gynna "Prostate Cancer UK", en organisation som främjar medvetenhet om sjukdomen som Jones har. Det var första gången som han hade dykt upp på scenen med Townshend och Daltrey sedan 1988. Andra deltagare på arrangementet var bland annat Jeff Beck, Procol Harum och Mike Rutherford.